# Cap Blanc
Cap Blanc o Capo Bianco (in arabo الرأس الأبيض, traslitt. al-Raʾs al-Abyaḍ, che significa appunto "capo bianco") è stato considerato fino al 2014 il punto più settentrionale dell'Africa. Dal 2014 il punto più settentrionale è Cap Angela.

## Geografia
Si trova in Tunisia, nei pressi della cittadina portuale di Biserta. Si affaccia sul Mar Mediterraneo, più a nord del punto più meridionale dell'Italia. Secondo l'Encyclopaedia Britannica (XI edizione), il punto esatto dell'estremo nord dell'Africa si trova di poco a nordovest della punta di Cap Blanc, e prende il nome di Ras ben Sakka.